# سفارة أذربيجان في الولايات المتحدة
سفارة أذربيجان في الولايات المتحدة هي أرفع تمثيل دبلوماسي لدولة أذربيجان لدى الولايات المتحدة. تقع السفارة في شمال غربي واشنطن العاصمة وهي تهدف لتعزيز المصالح الأذربيجانية في الولايات المتحدة.

## وصلات خارجية
- الموقع الرسمي
- قائمة سفارات أذربيجان
- قائمة السفارات في الولايات المتحدة